# Protokoll (Niederschrift)
Ein Protokoll zeichnet auf, hält fest oder schreibt vor, zu welchem Zeitpunkt oder in welcher Reihenfolge welcher Vorgang durch wen oder durch was veranlasst wurde oder wird.
Protokollierung oder Niederlegung bezeichnet das Aufzeichnen oder Verfassen eines Dokuments mit den drei Protokollbestandteilen erstens Zeitpunkt, zweitens Identifikator bzw. beteiligte Personen und drittens Vorgang. Die schriftliche Protokollierung wird auch Niederschrift genannt. Fehlen diese formalen Merkmale oder soll der skizzenhafte Charakter des Werkes betont werden, spricht man eher von einer Mitschrift. Zudem kann eine Protokollierung auch ein elektronisches Dokument oder ein Ton- oder Videodokument erzeugen. Eine automatische Protokollierung ohne Beteiligung von Menschen gibt es zum Beispiel bei Flugschreibern oder Unfalldatenspeichern.

## Etymologie
Das Wort Protokoll ist im deutschen Standardwortschatz seit dem 16. Jahrhundert nachweisbar und aus dem mittellateinischen protocollum entlehnt, das wiederum selbst aus dem mittelgriechischen πρωτόκολλον, protókollon (aus πρώτος prótos „erster“ und κόλλα, kólla, „Klebe, Leim“) mit der Ursprungsbedeutung „[den amtlichen Papyrusrollen] vorgeleimtes Blatt“ entlehnt wurde. Ein protókollon war zuerst ein vorn an Papyrusrollen geklebtes Blatt mit bibliografischen Daten, entspricht also etwa dem heutigen Aktendeckel. Später übertrug sich der Begriff auf andere chronologische Aufzeichnungen, bis hin zur französischen Diplomatie, wo das Wort schließlich eine „Sammlung von Regeln“ bezeichnet.

## Einteilung
Ein Protokoll wird von einem Schriftführer oder Protokollführer oder einem technischen Aufzeichnungsgerät angefertigt. Protokolle können nach dem Zeitpunkt ihrer Anfertigung, nach ihrem Inhalt und nach der Art der Niederlegung unterschieden werden.
ZeitpunktIn zeitlicher Hinsicht gibt es drei Grundarten:
- das Voraus-Protokoll („A-priori-Protokollierung“), die Regelung eines künftigen Ablaufs (Konzept),
- die Jetzt-Protokollierung, die unmittelbare Beobachtung eines derzeitigen Ablaufs (Monitoring),
- das Gedächtnisprotokoll („A-posteriori-Protokollierung“), die Nachweisung eines gewesenen Ablaufs.

Wenn eine richtige Durchführung festgelegter Abläufe auch im Nachhinein überprüfbar sein soll, wird das Voraus-Protokoll mit einem Jetzt-Protokoll oder Gedächtnisprotokoll, etwa in Form einer Prüfliste, verbunden.
InhaltIn Bezug auf ihren Inhalt werden unterschieden:
- das Verlaufsprotokoll
- das Ergebnisprotokoll
- das Wortprotokoll, bei dem das Gesagte möglichst genau wiedergegeben wird

ArtEine Einteilung der Protokolle ist auch nach der Art ihrer Niederlegung möglich:
- in Langschrift oder
- in Kurzschrift
- auf einem Tonträger
- als Ton-Bild-Aufzeichnung (Film, Video)
- in einer Datei
- in automatischer Weise (technische Aufzeichnung)
- als Log-Datei durch Logging

## Anforderungen
An eine Protokollierung zur Beweissicherung werden hohe Anforderungen gestellt. Darunter fallen insbesondere folgende Gesichtspunkte:
1. die inhaltliche Richtigkeit
2. die Vollständigkeit
3. die Erheblichkeit der erfassten Vorgänge oder Ereignisse
4. die Echtheit der Urheberschaft
5. die Gültigkeit des Protokolls

Liegt die Gewähr inhaltlicher Richtigkeit des Protokolls vor, kommt ihm positive Beweiskraft zu. Durch die positive Beweiskraft wird nachgewiesen, dass die protokollierten Vorgänge oder Ergebnisse wie erfasst stattgefunden haben. Ist die Vollständigkeit sichergestellt, kann einem Protokoll auch eine negative Beweiskraft zugeschrieben werden. Dadurch wird der Beweis erbracht, dass nicht beurkundete Vorgänge nicht stattfanden und nicht beurkundete Ergebnisse nicht zustande kamen. Mit der Echtheit des Protokolls steht und fällt seine gesamte Beweiskraft. Der Nachweis der Fälschung entkräftet das gesamte Protokoll. Die Gültigkeit eines Protokolls wird in der Regel mit der Unterschrift oder mit einem sonstigen Abschluss- und Identitätsvermerk des Protokollführers oder einer sonstigen Gewährsperson hergestellt.
Diese Anforderungen müssen durch den Zeitpunkt der Anfertigung (ein Jetzt-Protokoll ist zuverlässiger als ein Gedächtnisprotokoll), die Art und Weise der Protokollierung (technisches Gerät oder Protokollführer), bei der Erfassung (Sensorik, Objektivität) und Lagern der Daten (Archivierung, stabiles Medium mit kontrollierter Zugänglichkeit) erfüllt werden.

### Aufzeichnung
Als Protokolle werden solche Aufzeichnungen bezeichnet, die nach einem definierten, in der Regel gleich bleibenden, Schema angefertigt werden.
Bei Sitzungen, Tagungen, Verhandlungen usw. wird eine formelle Zusammenfassung der Gespräche und Ereignisse geschrieben. Aus diesem Grund bestimmen Vereine, Verbände und ähnliche Organisationen einen Protokollführer oder Sekretär, der damit beauftragt ist. Man unterscheidet bei diesen Aufzeichnungen zwischen Verlaufsprotokoll und Ergebnisprotokoll.
In dem Buch Film verstehen von James Monaco werden solche Geräte als Protokolltechniken bezeichnet, mit denen audiovisuelle Prozesse anhand von Filmkamera bzw. Projektor und Tonband (bzw. deren multimedialen Weiterentwicklungen) automatisiert aufgezeichnet und abgerufen werden können.

### Niederschrift
Protokolle haben eine feste äußere Form:
- Protokollkopf: Der Kopf des Protokolls enthält genaue Angaben:
  - Anlass (Titel der Veranstaltung, Veranstalter)
  - Datum, Beginn und Ende, Ort, Anwesende, Abwesende, Verteiler, Protokollführer, Vorsitz der Sitzung, Thema und Auflistung der Tagesordnungspunkte (TOP)
- Hauptteil: Die eigentliche Niederschrift
- Schluss: Ort, Datum und Unterschrift des Protokollführers rechts und die des Versammlungsleiters links (oft nach Genehmigung in der nächsten Sitzung oder – bei Ergebnisprotokollen – in derselben Sitzung). Durch zwei Unterschriften wird das Protokoll zur Urkunde (ein von nur einer Person gefertigtes Schriftstück ist dem Wesen nach eine Notiz oder ein Aktenvermerk).

#### Typen
Gemeinsames: Im Kopf stehen Bezeichnung und Datum der Sitzung, Beginn und Ende, dazu Teilnehmer, Entschuldigte und Verteiler. Im Text einsortiert, vielleicht zusätzlich im Kopf, steht die Tagesordnung. Der Protokollant unterschreibt rechts, der Sitzungsleiter links.
- Wortprotokoll: Bei einem Wortprotokoll wird jedes gesagte Wort mitgeschrieben (z. B. Deutscher Bundestag). Die Erstellung eines Wortprotokolls wird heute zunehmend von Computerstenografen übernommen, die mithilfe einer Stenografietastatur oder Spracherkennungssoftware das gesprochene Wort in Echtzeit mitschreiben können, eine Aufgabe, die zu früheren Zeiten Schriftdolmetscher ausübten. Ein möglichst wortgetreues Gesprächsprotokoll wird als Verbatim bezeichnet.
- Verlaufsprotokoll: Genaue Wiedergabe von Verlauf und Ergebnis einer Sitzung. Kurze oder ausführliche sachliche Wiedergabe in der tatsächlichen Reihenfolge; siehe auch Ablaufprotokoll.
  - Zeitform: Präsens, auch Präteritum ist möglich;
  - Gespräche: indirekte Rede (Gesprächsbeiträge in der indirekten Rede)
- Ergebnisprotokoll: Wiedergabe der Beschlüsse und möglicher weiterer Ergebnisse;
  - Zeitform: Präsens;
- Unterrichtsprotokoll: Es ist eine Mischung aus Verlauf und Ergebnis. Es wird thematisch nach TOPs gegliedert, d. h., man fasst verschiedene Aussagen zu einem Themenaspekt zusammen, auch wenn sie im Gespräch zeitlich getrennt voneinander geäußert wurden.

## Anwendungsbereiche

### Forschung
Ein Versuchsprotokoll beschreibt die Durchführung eines wissenschaftlichen Versuchs und dokumentiert mögliche Ergebnisse. Es beinhaltet Versuchsaufbau und -durchführung, Messwerte und Beobachtungen sowie Auswertung und Erklärung der Ergebnisse.

### Heilkunde
Die Festlegung der Behandlung von Patienten kann als Protokoll (Behandlungsprotokoll, Therapieprotokoll) erfolgen, ebenso eine planmäßige und standardisierte Diagnosestellung (Untersuchungsprotokoll).

### Kommunikationstechnik
In Kommunikationsprotokollen – als Ergebnis von Verhandlungen zwischen interessierten Parteien – sind Strukturen und Verfahren zur Datenübertragung festgelegt. Beispiele finden sich unter Internetprotokollfamilie und Controller Area Network. Es geht also um das Wie der Kommunikation im Gegensatz zu Kommunikationsinhalten, die, wenn formal (Logdatei, Anzeige des Inhalts eines Fehlerspeichers), ebenfalls manchmal als „Protokoll“ bezeichnet werden.

### Rechtsprechung
Über die mündlichen Verhandlungen in Gerichtsverfahren wird ein Protokoll erstellt, so im Strafprozess das Hauptverhandlungsprotokoll. Die Protokollierung kann unter bestimmten Voraussetzungen durch einen Berichterstattervermerk ersetzt werden. Fehlerhafte Protokolle können jederzeit auf Antrag oder von Amts wegen berichtigt werden.